# Miguel de Fuenllana

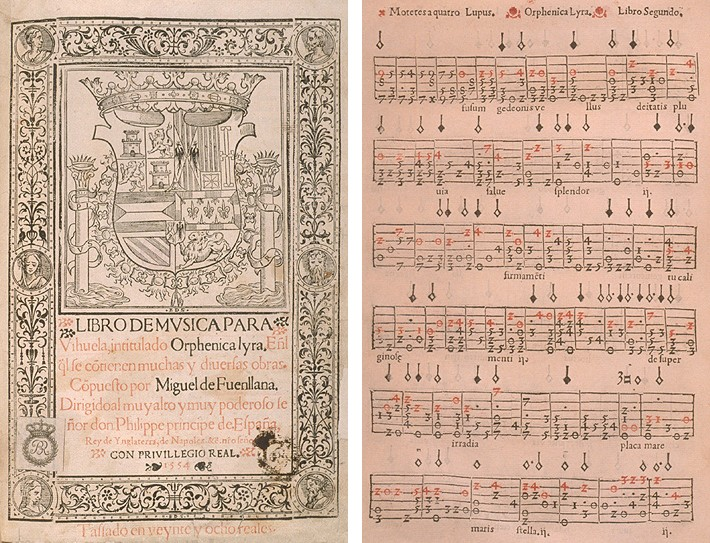
Az Orphenica Lyra címlapja és egy oldala

Miguel de Fuenllana (Navalcarnero, Madrid, kb. 1500. – Valladolid, 1579.) spanyol zeneszerző, vihuela-zenész a reneszánsz korában.
Gyerekkorától fogva vak, Valois Erzsébetnek, II. Fülöp spanyol király harmadik feleségének kamarazenésze volt, annak halála után tovább szolgált a spanyol udvarban.
1554-ben Sevillában adta ki tabulatúrás könyvét Libro de música para vihuela intitulado Orphenica Lyra címen. A művet II. Fülöpnek ajánlotta, 1000 példányban jelent meg. 188 zenedarabot tartalmaz hat könyvben elosztva úgy, hogy az elsőtől a harmadik kötetig a szólamok száma fokozatosan emelkedik kettőtől hatig. A zenei anyag Fuenllana 52 saját kompozíciójú fantáziája és néhány egyéb szerzeménye mellett 17 más szerző, többek között Josquin des Prez, Cristóbal de Morales, Philippe Verdelot egyházi és világi témájú polifon kórusműveinek vihuelára, vagy vihuelára és énekre való feldolgozásaiból, átirataiból áll. A darabok közül 160 hat kórusos – azaz hat húrpárral felszerelt – vihuelára, 9 öt kórusosra íródott, és szerepel még 9 négykórusos reneszánsz gitárra komponált mű is.

## Lásd még
- Luys de Milán
- Luis de Narváez
- Alonso Mudarra
- Enríquez de Valderrábano
- Diego Pisador
- Esteban Daza